# Bill Schroeder
Bill Schroeder (né le 7 septembre 1958 à Baltimore, Maryland, États-Unis) est un ancien joueur de baseball. Il évolue à la position de receveur dans la Ligue majeure de baseball pour les Brewers de Milwaukee de 1983 à 1988 et pour les Angels de la Californie en 1989 et 1990.

## Carrière
Joueur des Tigers de l'Université de Clemson, Bill Schroeder est choisi par les Brewers de Milwaukee au 8e tour de sélection du repêchage amateur de 1979.
Il fait ses débuts dans le baseball majeur le 13 juillet 1983 avec Milwaukee, pour qui il évolue jusqu'en 1988. Receveur substitut durant toute sa carrière dans les majeures, il ne joue jamais plus que 75 matchs dans une saison, comme ce fut le cas en 1987 avec les Brewers. 
Le 16 mai 1987, Charlie Leibrandt des Royals de Kansas City lance un match complet contre Milwaukee au cours duquel il n'accorde qu'un coup sûr aux Brewers : c'est Bill Schroeder qui le prive d'un match sans point ni coup sûr en déposant un amorti qui se transforme en coup sûr après un retrait à la 6e manche, alors que Leibrandt lançait jusque là un match parfait.
Échangé aux Angels de la Californie contre Gus Polidor, un joueur de champ intérieur, le 7 décembre 1988, Schroeder joue ses deux dernières saisons avec les Angels.
En 376 matchs joués au total, il réussit 303 coups sûrs dont 61 circuits, compile 162 points produits et frappe dans une moyenne au bâton de ,240.
Après le baseball, il entreprend une carrière de commentateur sportif à la télévision et à la radio dans la région de Milwaukee.